# Heidelberger Disputation

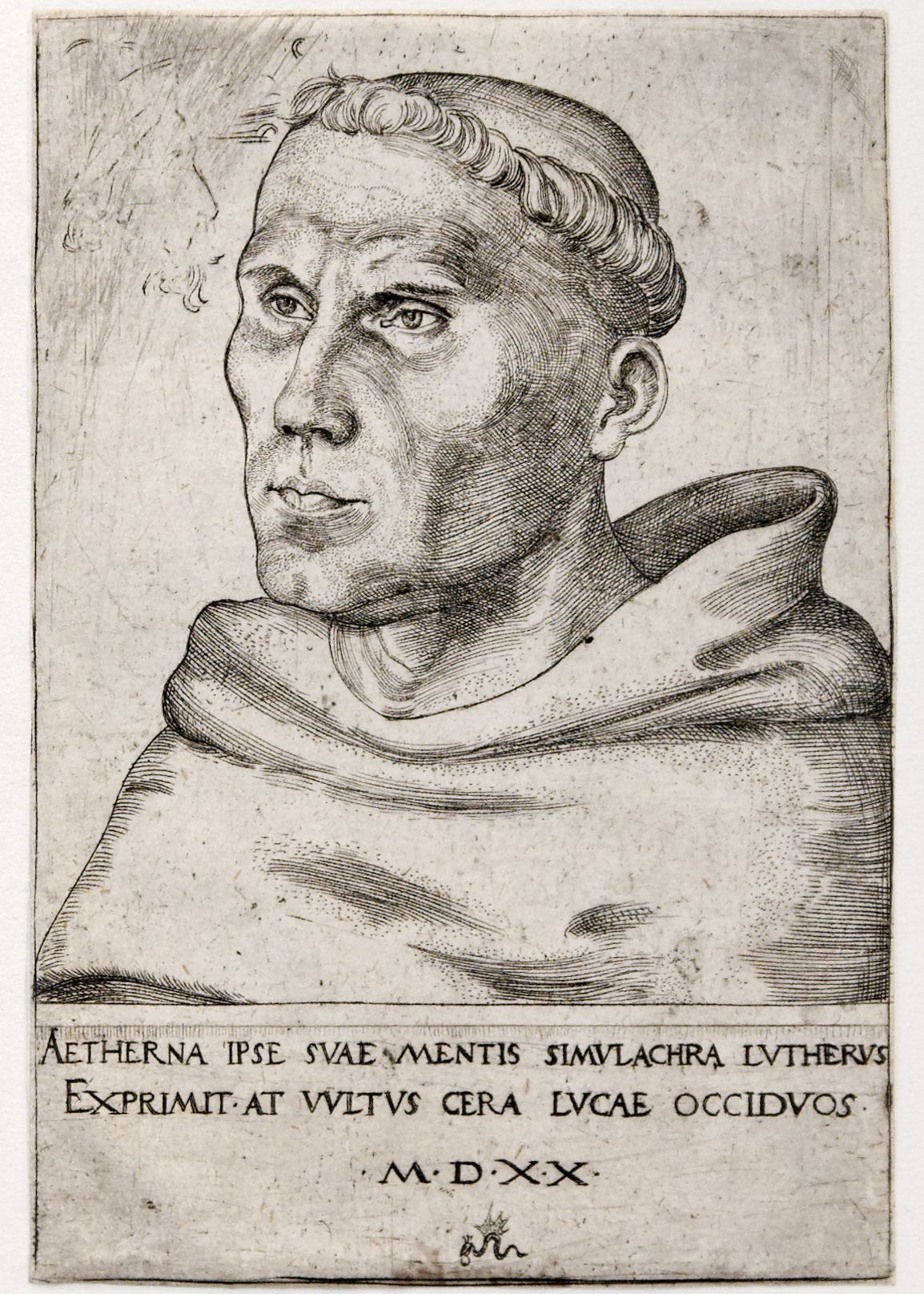
Luther als Augustinereremit (1520)

Die Heidelberger Disputation (Disputatio Heidelbergae habita) war ein akademisches Streitgespräch, das am 26. April 1518 im Hörsaal der Artistenfakultät der Universität Heidelberg im Rahmen des Generalkapitels der „sächsischen“ Reformkongregation der Augustinereremiten stattfand. Luther war Teilnehmer und verteidigte seine Thesen als Respondent gegen fünf Heidelberger Doktoren.
Die Thesen Martin Luthers, die er für diese Disputation verfasste, gelten als ein Schlüsseltext für seine frühe reformatorische Theologie. Er stellte – vor allem in den Thesen 19 bis 24 – die von ihm vertretene „Theologie des Kreuzes“ (theologia crucis) in pointierter Form der scholastischen „Theologie der Herrlichkeit“ (theologia gloriae) gegenüber. Wie sich die vorab niedergeschriebenen Thesen zum tatsächlichen Ablauf der Disputation verhalten, ist aber nicht eindeutig. Daher ist eine Unterscheidung sinnvoll: zwischen dem Text der Thesen und ihrer Begründungen als ein Dokument für die Entwicklung von Luthers Theologie – und dem Ereignis am 26. April 1518 in Heidelberg, das auf einige Zuhörer starken Eindruck machte.

## Heidelberger Disputation im Kontext
Anfang 1518 hatte mit Gabriel Venetus ein neuer Ordensgeneral der Augustinereremiten sein Amt in Rom angetreten. Papst Leo X. schrieb ihm am 3. Februar 1518, es sei seine Pflicht, Martin Luther, einen Priester seines Ordens, auf den rechten Weg zurückzuführen. Geeignet sei beispielsweise ein Gespräch mit Gelehrten, die ihn „stillen und besänftigen“ sollten, ehe die gerade von ihm entfachte Flamme sich zu einem gefährlichen Brand entwickeln könne. Ob und wie Venetus Luthers Vorgesetzten Johann von Staupitz darüber informierte, ist unbekannt. In der Disputation ging Luther nicht auf die Problematik des Ablasses ein. Während der konkurrierende Dominikanerorden Luther in Rom denunziert hatte, bemühten sich die Augustinereremiten um eine „gelehrte Klärung der Sache Luthers“; dem sollte die Disputation dienen.
Alle drei Jahre fand ein Generalkonvent der deutschen Reformkongregation der Augustinereremiten statt. Die vorangegangenen beiden Generalkonvente zeigen, wie Martin Luther ordensintern Karriere gemacht hatte: 1512 war er in Köln zum Subprior und Studienleiter der Wittenberger Ordensniederlassung bestimmt worden. 1515 in Gotha wurde er als Distriktsvikar mit der Aufsicht über elf Klöster in Meißen und Thüringen betraut. Luthers Reise drei Jahre später zum Generalkonvent in Heidelberg hatte also den Charakter einer Dienstreise.
Die Disputation war keine ordensinterne Angelegenheit, sondern zeigt, wie Universität und Kloster kooperierten. Die theologische und die philosophische Fakultät unterstützten das Kloster finanziell bei der Ausrichtung des Generalkapitels. Auf Antrag der „Herren Senioren“ (wohl Fakultätsmitglieder, die dem Senat der Universität angehörten) wurde beschlossen, dass die Disputation im Lehrgebäude der philosophischen Fakultät stattfinden sollte. Die Gründe dafür sind nicht bekannt, doch der Beschluss fiel erst kurz vor dem Beginn des Generalkapitels. Luther war da schon in Heidelberg. Es ist daher möglich, dass er selbst die Initiative ergriff, um sein theologisches Programm über Wittenberg hinaus bekannt zu machen.

## Luthers Reise nach Heidelberg

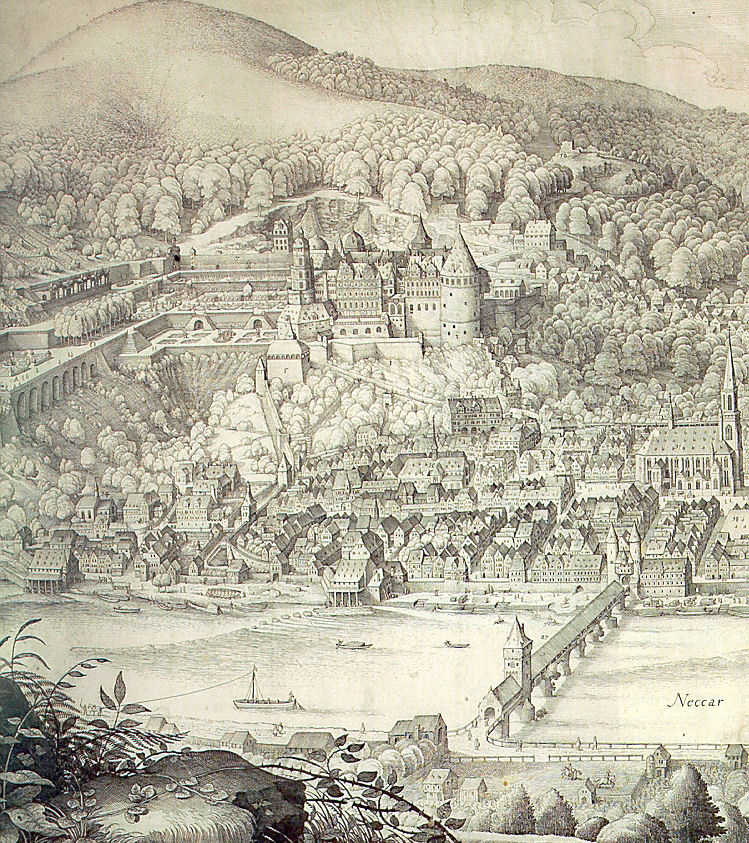
Heidelberg vor den Zerstörungen des Dreißigjährigen Krieges – Schloss, Neckarbrücke, Heiliggeistkirche (Matthäus Merian, 1620)

Damit Martin Luther am Ordenskapitel in Heidelberg teilnehmen konnte, ließ er sich von seinen Hochschulverpflichtungen in Wittenberg beurlauben und erbat von seinem sächsischen Kurfürsten Friedrich dem Weisen einen Schutzbrief, der durch entsprechende Korrespondenz seines Landesherrn mit dem Fürstbischof von Würzburg Friedrich von Wirsberg und dem Kurfürsten von der Pfalz Ludwig V. dem Friedfertigen abgesichert war. Friedrich schrieb an Luthers Vorgesetzten Staupitz, Luther erhalte zwar Urlaub, um am Heidelberger Kapitel teilnehmen zu können, müsse aber danach direkt nach Wittenberg zurückkehren.
Das Angebot eines Reisewagens lehnte Luther ab und machte sich, wie es den Ordensregeln entsprach, am 11. April mit einem Mitbruder zu Fuß auf den Weg, was sich als recht mühsam erwies. Über Coburg erreichten die beiden Mönche Würzburg. Dort lud Fürstbischof Lorenz von Bibra Luther an den Hof ein und bot ihm Geleit bis Heidelberg an. Luther verzichtete, da er ab Würzburg gemeinsam mit seinen Erfurter Mitbrüdern reisen wollte.
In Heidelberg angekommen, wurde Luther vom kurfürstlichen Hof sehr ehrenvoll empfangen und zur Tafel geladen. Er durfte auch das im Bau befindliche Schloss besichtigen. Grund für diese gute Aufnahme war nicht nur das Empfehlungsschreiben Friedrichs des Weisen, sondern der Umstand, dass Pfalzgraf Wolfgang im Sommer 1515 in Wittenberg studiert hatte und Ehrenrektor der Wittenberger Universität gewesen war.

## Generalkapitel der Augustinereremiten

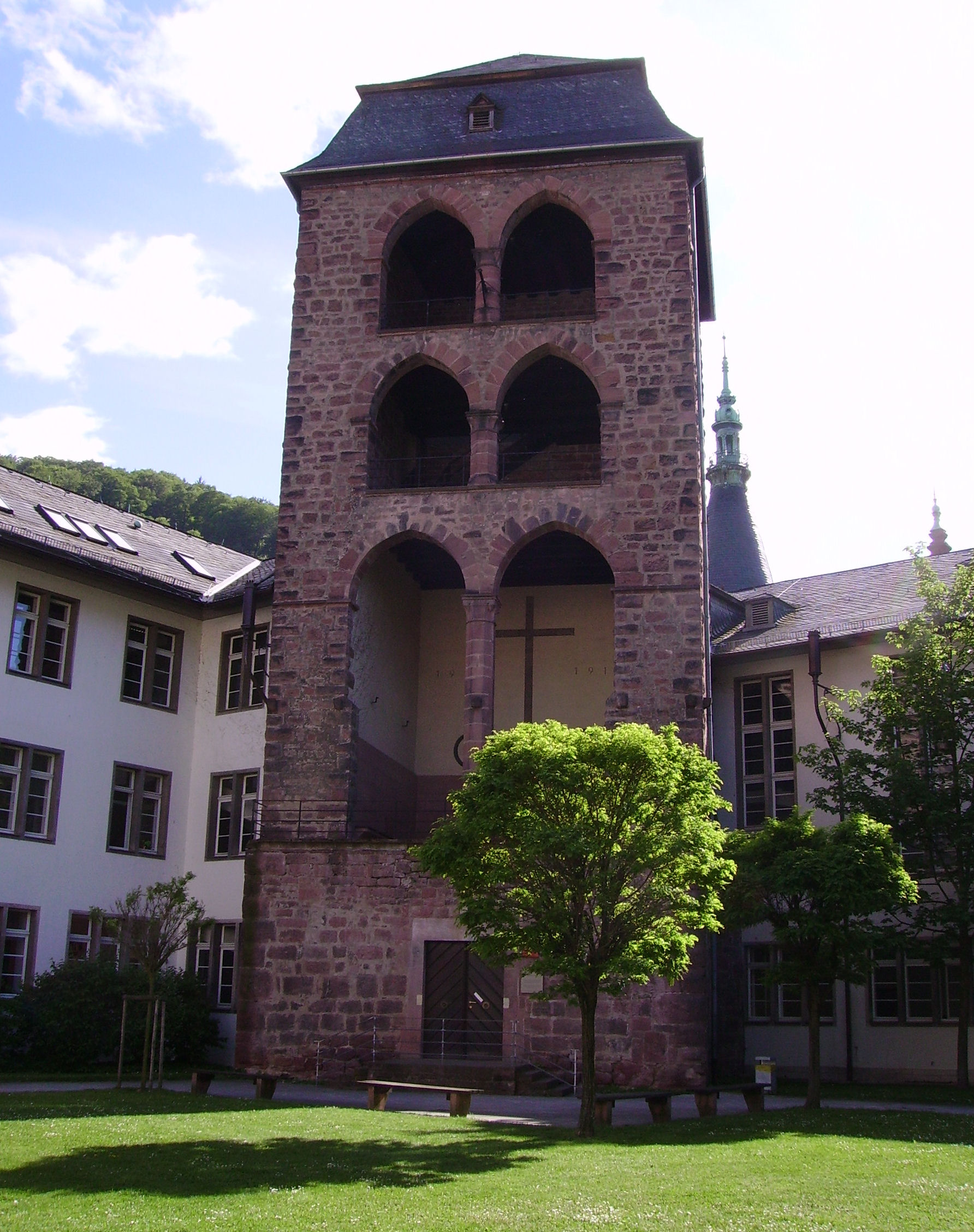
Das Augustinerkloster befand sich auf dem Universitätsplatz und erstreckte sich innerhalb der Stadtmauer bis zum Hexenturm (Foto)

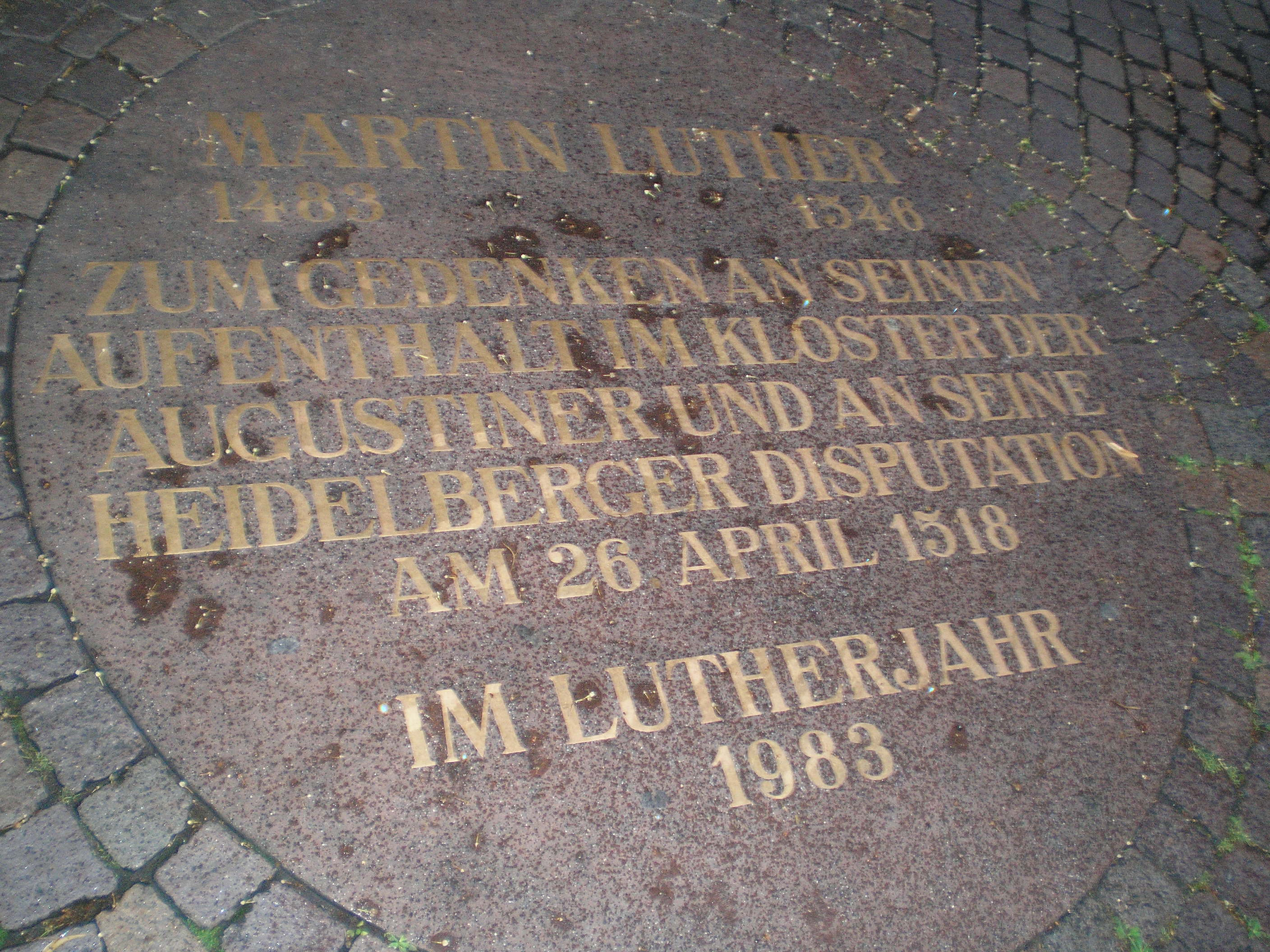
Eine Gedenkplatte auf dem Universitätsplatz erinnert an Luthers Aufenthalt im Jahr 1518

Am 25. April 1518 nahm Luther als Distriktsvikar in Heidelberg am Generalkapitel der sächsischen Reformkongregation der Augustinereremiten teil. Dabei wurde Staupitz als Vikar wiedergewählt, Johann Lang trat Luthers Nachfolge als Distriktsvikar an. Dass Luther nicht wiedergewählt wurde, ist wahrscheinlich kein Abrücken von ihm wegen seines Konflikts mit der römischen Kurie. Eher entsprach der Orden damit einem Wunsch Luthers, der unter der Doppelbelastung durch Universität und ordensinterne Aufgaben gelitten hatte. In diese Richtung weist, dass der zum Nachfolger bestimmte Johann Lang zu Luthers engsten Freunden gehörte.
Über die Verhandlungen der Kongregation ist sonst kaum etwas bekannt. Luther wohnte im Heidelberger Augustinerkloster, und hier fanden auch die Verhandlungen des Generalkapitels statt.

## Disputation

### Luthers Thesen
Die Thesen, die Luther für die Disputation vorbereitet hatte, stellen eine Abrechnung mit der scholastischen Theologie insgesamt dar. Luthers neuartige Sünden- und Gnadenlehre wird in sehr pointierter Form präsentiert:
- „Die Werke der Menschen, wie schön auch immer sie sein mögen und wie gut sie auch zu sein scheinen, sind doch sicher Todsünden. Die Werke Gottes, wie unförmig sie auch immer sein mögen und wie schlecht sie zu sein scheinen, sind trotzdem wahrhaftig unsterbliche Verdienste.“ (Thesen 3 und 4)
- „Der freie Wille ist nach dem Sündenfall nur ein bloßer Begriff (res est de solo titulo); wer tut, was in seinen Kräften steht (facit, quod in se est), begeht eine Todsünde.“ (These 13) Die Formel Facere quod in se est ist zentral für die nominalistische Gnadenlehre, in der Luther ausgebildet worden war. Sie stammt aus dem 13. Jahrhundert, wurde von Alexander von Hales geprägt und von Bonaventura entfaltet: Wer tue, was in seinen Kräften steht, dem werde Gott seine Gnade nicht versagen.[13] „Diese berühmte These 13 ist die klassische Formulierung des Grundansatzes von Luthers Theologie, eine Absage gleichermaßen an die scholastische Heilslehre … wie auch an das humanistische Menschenbild.“[14]

These 21 kontrastiert den „Theologen der Herrlichkeit“ (Theologus gloriae) und den „Theologen des Kreuzes“ (Theologus crucis) und führt damit zwei für Luthers Denken zentrale Begriffe ein.

### Ort und Teilnehmer

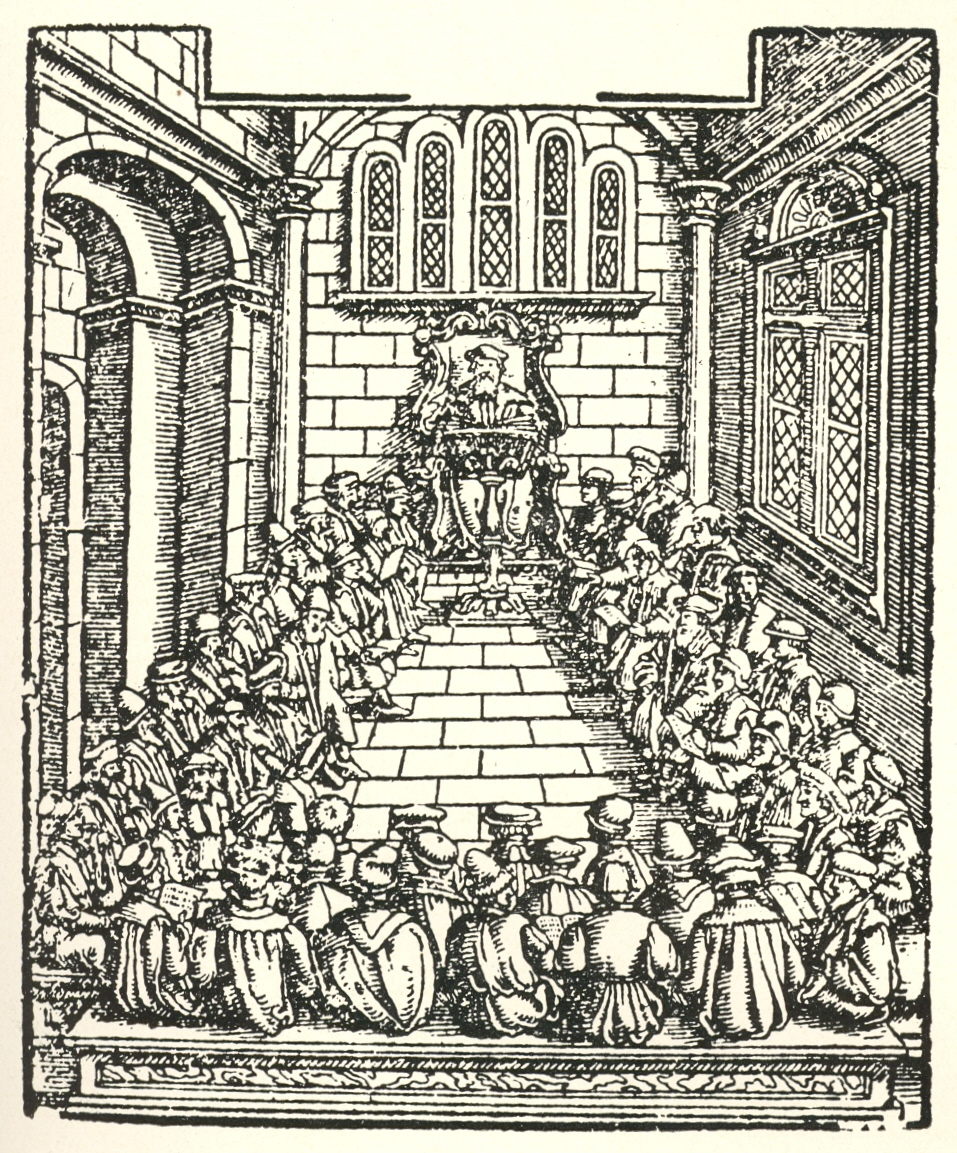
Universität Heidelberg (Sebastian Münster, 1544)

Am 26. April 1518 fand die Disputation im Hörsaal der Artistenfakultät (Schola Artistarum) statt. Der Ort des Geschehens war das damalige Hauptgebäude der Universität, östlich der heutigen Augustinergasse. Die Anwesenheit des Pedells Johannes Negelin unterstrich den universitären Charakter der Veranstaltung. Diese Rahmenbedingungen stellten für Luther eine Ehrung dar und fügen sich in das Bild seiner freundlichen Aufnahme in der Stadt. Im Publikum saßen nicht nur Augustinermönche und Universitätsangehörige, sondern auch einige Heidelberger Bürger und Vertreter des kurpfälzischen Hofes.
Die Ankündigungen im Vorwort zur gedruckten Ausgabe der Heidelberger Thesen von 1545 stimmen nicht überein mit dem, was man über den Ablauf der Veranstaltung weiß: Offensichtlich präsidierte Luther nicht etwa bei der Disputation, sondern war Teilnehmer und verteidigte seine Thesen als Respondent gegen fünf Heidelberger Doktoren, die dagegen opponierten. Der im Vorwort der Heidelberger Thesen als Respondent angekündigte Wittenberger Augustiner Leonhard Beyer trat überhaupt nicht in Erscheinung, weder erwähnt Luther dessen Beitrag im Brief an Spalatin, noch nimmt Bucer von ihm Notiz.
Nach Heinz Scheible disputierte Luther mit den folgenden Doktoren der Heidelberger theologischen Fakultät:
- Jodocus Brechtel alias Sartoris aus Rohrbach;
- Daniel Zangenried aus Memmingen;
- Markus Stieß aus Ittlingen;
- Peter Scheibenhart aus Deidesheim;
- Lorenz Wolf aus Speyer.

Die Magister der Artistenfakultät waren für Luthers Theologie aufgeschlossener. Ihr Dekan war der sonst nicht bekannte Hieronymus Frentzlin, weitere Mitglieder des Fakultätsrates waren der Kanonist Franz Heckmann aus Landau, der Jurist Hartmann Hartmanni aus Eppingen, der Theologe Gabriel Stelin (Steyll) aus Dillingen und der Mediziner Theobald Billican.

### Informationen über den Verlauf der Veranstaltung

#### Martin Luther an Georg Spalatin
Rückblickend schrieb Luther am 18. Mai 1518 an Georg Spalatin Erfreuliches über den Ablauf der Disputation:
„Ferner haben die Herren Doktoren meine Disputation auch willig zugelassen und mit einer solchen Bescheidenheit gegen mich gestritten, daß sie mir um des willen sehr wert sind. Denn wiewohl ihnen die Theologie fremd schien, so haben sie doch nichtsdestoweniger scharfsinnig und schön gegen sie gestritten, mit Ausnahme des einen, welcher der fünfte und jüngste Doktor war…“
Dieser Disputationsteilnehmer, Georg Schwarz alias Nigri aus Löwenstein, habe zum Amusement der Zuhörer erklärt, die Bauern würden Luther steinigen, wenn sie von seinen Thesen erführen. Damit war wohl gemeint, dass die von Luther kritisierte „Werkgerechtigkeit“ tief im Volk verwurzelt war.

#### Pfalzgraf Wolfgang an Friedrich den Weisen
Pfalzgraf Wolfgang antwortete auf den Empfehlungsbrief, den Friedrich der Weise ihm zugesandt hatte, ebenfalls brieflich und teilte diesem seinen Eindruck von der Veranstaltung mit:
Luther „hatt sich auch allhier mit seinem disputiren also geschickt gehallten, dass er nitt eynn kleynn Lob E[uer] L[iebden] Universitet gemacht hatt, es wurde Im auch grosser Preyss von vill gelerten Leutten nachgesagt, das haben wir E[uer] L[iebden] als eyn Somm frunttlicher Mainung nitt wollen verhaltenn.“

#### Martin Bucer an Beatus Rhenanus
Johannes Brenz, 19 Jahre alt und kurz vor dem Magisterexamen, schrieb die Disputation mit, ebenso wie Martin Frecht und der junge Dominikanermönch Martin Bucer. Von diesen drei Mitschriften ist aber nur diejenige Bucers erhalten. Sie ist daher die wichtigste Quelle für den Ablauf der Disputation. (Möglich, aber weniger wahrscheinlich ist, dass die Mitschrift eine Gemeinschaftsproduktion der drei genannten Studenten war.)
Nach der Disputation kam es zu einem privaten Gespräch zwischen Bucer und Luther, und am folgenden Tag fand sich eine Tischgesellschaft zusammen, an der Staupitz und Luther sowie Bucer, Brenz und weitere Studenten teilnahmen. Über dieses Tischgespräch äußerte Bucer begeistert, Luther stimme ganz und gar mit Erasmus überein, aber was jener nur andeute, spreche Luther offen und freimütig aus. Bucer hatte also nach der Disputation zweimal Gelegenheit, Punkte, die er beim Mitschreiben nicht verstanden hatte, durch Rücksprache zu klären.
Bucer verfasste mit Datum vom 1. Mai 1518 einen Bericht über die Disputation für Beatus Rhenanus, in dem er auffälligerweise das theologische Zentrum von Luthers Thesenreihe überging. Dies wurde von zahlreichen Kirchenhistorikern (Martin Brecht, Heiko A. Oberman, Bernd Moeller, Leif Grane) so verstanden, dass der junge Bucer nicht einfach mitschrieb, was in Heidelberg stattfand, sondern eigene theologische Schwerpunkte setzte. Er sei Anhänger des Erasmus von Rotterdam gewesen, und entweder habe er auch Luther als Erasmianer eingeschätzt oder mit Luthers Kreuzestheologie persönlich nichts anfangen können – so oder so habe er ausgelassen, was nicht in sein Lutherbild passte.
Thomas Kaufmann dagegen möchte Bucers Bericht als historische Quelle für den Ablauf der Heidelberger Disputation nutzen. Bucer betonte nämlich, er sende Rhenanus seine komplette Mitschrift. Anscheinend lagen Luthers Thesen bei der Disputation nicht gedruckt vor, und Bucer schrieb sie so mit, wie er sie während der Veranstaltung hörte. „Da nichts dafür spricht, dass alle uns erhaltenen Thesen Gegenstand der Heidelberger Disputation gewesen sind, vielmehr Bucer als einziger Berichterstatter gegen diese Auffassung steht, wird man davon auszugehen haben, dass nur die von Bucer erwähnten Thesen disputiert wurden.“ Die dadurch geschaffene Auswahl (Thesen 1 bis 16 und These 25) ist sinnvoll und bedeutet eine Konzentration auf das Thema Werkgerechtigkeit. Die 13. These, in der Luther mit dem nominalistischen Konzept der Willensfreiheit (facere quod in se est) abrechnete, schrieb Bucer so nieder, wie Luther diesen Punkt in seinen vorbereiteten Materialien ausgearbeitet hatte. These 13 ist demnach die Konsequenz aus allen vorausgegangenen Thesen. Die Thesen 14 bis 16 wurden, wohl aus Zeitnot, nur knapp thematisiert, die These 25 war womöglich Schlusspunkt der Disputation, wozu sie sich inhaltlich gut eignete.

## Luthers Rückreise
Auf seiner Rückreise besuchte Luther wahrscheinlich seinen früheren Lehrer Jodocus Trutfetter am 9. Mai 1518 in Erfurt, der einer der bedeutendsten scholastischen Theologen seiner Zeit war. Zunächst wurde er wegen einer Erkrankung Trutfetters nicht vorgelassen; dann kam es aber wohl doch noch zu einer Begegnung des ehemaligen Schülers mit dem Lehrer. Luther versuchte mit Trutfetter wenigstens so weit übereinzukommen, dass dieser seine eigene Position nicht beweisen und die Position Luthers nicht widerlegen könne. Aber Trutfetter ging nicht darauf ein; Luther hatte das Gefühl, mit einem Tauben zu reden. Luther bedauerte dies sehr, da er Trutfetter persönlich schätzte. Als sein einstiger Lehrer ein Jahr später verstarb, schrieb er am 24. Mai 1519 an Spalatin, er fürchte, dass er zu dessen vorzeitigem Tod beigetragen habe, „so viel Kummer war in ihm wegen meiner sogenannten Entweihungen und Verwegenheiten, durch die die scholastische Theologie zu seinem Schmerz in eine unglaubliche Verachtung geraten sei. Der Herr erbarme sich seiner Seele, Amen!“
Da die Rückkehr mit einem Reisewagen erfolgte, den sich Luther mit einem anderen ehemaligen Lehrer, Bartholomäus von Usingen, teilte, hatten die beiden viel Zeit, die Themen der Heidelberger Disputation durchzusprechen. Usingen lehnte, anders als Trutfetter, Luthers Anliegen nicht schroff ab, blieb aber (für Luther unverständlich) dem Neuen gegenüber zögerlich.

## Auswirkungen im südwestdeutschen Raum
Bei den an der Disputation beteiligten Doktoren der theologischen Fakultät fand Luther keine Zustimmung, aber er gewann viele Anhänger unter den Studenten und Magistern der Artistenfakultät. Spätere Reformatoren waren unter den Zuhörern. Sicher ist die Teilnahme von Johannes Brenz, Theobald Billican, Franz Irenicus, Erhard Schnepf und Martin Frecht; möglich ist eine Teilnahme im Fall von Johannes Isenmann, Paul Fagius und Sebastian Franck. Fagius war damals allerdings erst 14 Jahre alt und besuchte die Lateinschule; er hat das Ereignis der Heidelberger Disputation wohl mehr indirekt miterlebt. Franck war nicht immatrikuliert, wohnte aber im Collegium Jacobitarum.
Die Heidelberger Disputation gewann für die Ausbreitung von Luthers reformatorischer Lehre große Bedeutung. Viele seiner Zuhörer wurden zu Trägern der Reformation im südwestdeutschen Raum. Auf die Reformation im Kraichgau hatte vor allem Johannes Brenz großen Einfluss, und Erhard Schnepf predigte schon ab 1520 im Sinn der lutherischen Lehre. Die meisten der später im Kraichgau tätigen Pfarrer und Prediger in den Prädikaturen hatten 1518 in Heidelberg studiert und wurden durch die Disputation für die Reformation gewonnen.

## Text der Thesen
Luther hatte 40 Thesen für die Heidelberger Disputation verfasst: 28 theologische und 12 philosophische. Die 28 theologischen Thesen wurden um 1520 sowohl in Zwolle als auch in Paris gedruckt. Ein Druck von allen 40 Thesen kam erst 1530 in Wittenberg zustande. Der Einleitungssatz war hier noch allgemein gehalten; erst die Version der Heidelberger Thesen in der Wittenberger Gesamtausgabe von 1545 bringt die für die historische Einordnung des Textes wichtigen Informationen: „Bruder Martin Luther, Magister der heiligen Theologie, wird den Vorsitz führen, Bruder Leonhard Beyer, Magister der schönen Künste und der Philosophie, wird antworten vor den Augustinern der weitberühmten Stadt Heidelberg am gewohnten Ort, am 26. April 1518.“

## Textedition
- Disputatio Heidelbergae habita, in: Weimarer Ausgabe, Band 1, S. 353–374; darin: Theologische Thesen S. 353 f.; philosophische Thesen S. 355; „Beweisführungen der Thesen, die im Heidelberger Ordenskapitel im Jahre unseres Heils 1518 disputiert worden sind“ S. 355–365; Erläuterung der sechsten These S. 365–374.
- Martin Bucers Bericht an Beatus Rhenanus (Beato Rhenano Literatorum humanissimo Martinus Bucerus S. P.), in: Weimarer Ausgabe, Band 9, S. 161–169.